# Fotochemisches Kombinat

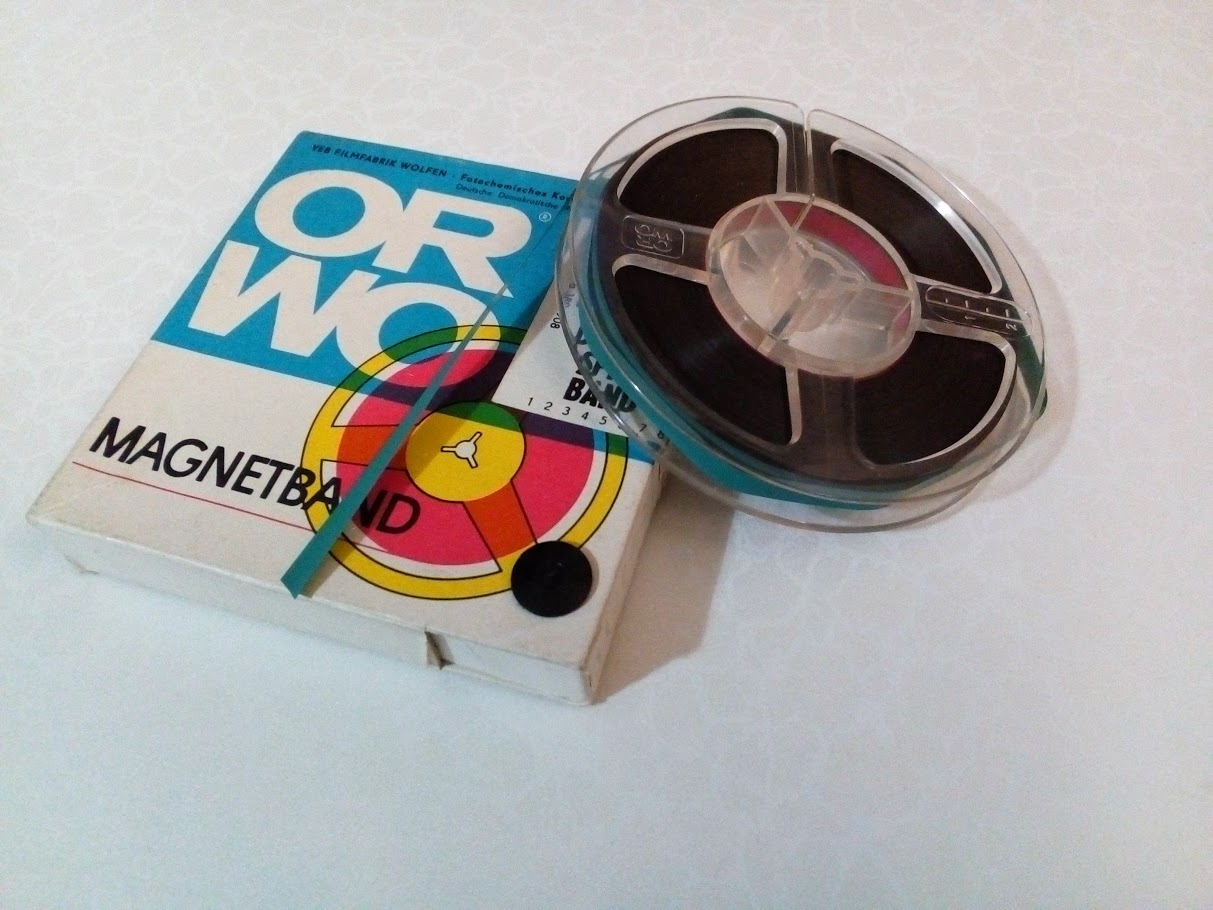
ORWO-Magnetband

Der VEB Fotochemisches Kombinat Wolfen (FCK) war ein 1970 gegründetes Kombinat in der Deutschen Demokratischen Republik.
Die Betriebe des Kombinats produzierten unter dem Markennamen ORWO (Original Wolfen) unter anderem fotografischen Film, Magnetband sowie Fotopapier. Über den VEB Gelatinewerk Calbe produzierte das Kombinat selbst Gelatine für die Verwendung in Filmen und Fotopapier.
Das Kombinat wurde als Nachfolger der VVB Chemiefaser und Fotochemie gegründet, aus dem im Zuge der Kombinatsbildung auch das Chemiefaserkombinat hervorging. Ab 1970 unterstand das Fotochemische Kombinat dem Ministerium für Chemische Industrie. Weitere zentral geleitete Kombinate im Zuständigkeitsbereich dieses Ministeriums sind in der Liste von Kombinaten der DDR aufgeführt. Kern des Kombinats war der Stammbetrieb VEB Filmfabrik Wolfen, der auf einen ehemaligen Standort der Agfa zurückging und einer der größten Rohfilmhersteller Osteuropas war.
Im Zuge der Wende und der anschließenden Wiedervereinigung wurde das Kombinat 1990 aufgelöst, und seine Betriebe wurden privatisiert.

## Zugehörige Betriebe
Zum Kombinat gehörten zuletzt die folgenden Betriebe:
- VEB Filmfabrik Wolfen; (Stammbetrieb)
- VEB Fotochemische Werke Berlin
- VEB Fotopapierwerk Dresden
- VEB Fotopapierwerk Wernigerode
- VEB Gelatinewerk Calbe
- VEB Magnetbandfabrik Dessau
- VEB ORWO Plast Schmölln